# Alan P. Merriam
Pour les articles homonymes, voir Merriam.
Alan Parkhurst Merriam (Missoula, 1er novembre 1923-Varsovie, 14 mars 1980) est un anthropologue culturel et ethnomusicologue américain connu pour ses travaux sur la musique amérindienne et africaine.

## Travaux
- Merriam, Alan P., The Anthropology of Music, Northwestern Univ. Press, 1964 (lire en ligne )
- Merriam, Alan P., Ethnomusicology of the Flathead Indians, Chicago, Aldine, 1967 (lire en ligne)
- Merriam, Alan P., An African world: the Basongye village of Lupupa Ngye, Indiana Univ. Press, 1974